# Ivan Vutsov
Ivan Kolev Vutsov (en bulgare : Иван Колев Вуцов) (né le 14 décembre 1939 et mort le 18 janvier 2019 à Sofia) est un footballeur et entraîneur de football bulgare.

## Biographie
Après avoir disputé la Coupe du Monde en 1966 en tant que joueur avec l'équipe de Bulgarie, il était présent à celle de 1986 en tant qu'entraîneur des Bulgares. Il a également entraîné le Hajduk Split et le Levski Sofia, et a été vice-président de la Fédération bulgare de football.
Il est le père de Velislav Voutsov, ancien footballeur et entraineur, et le grand-père de Svetoslav Vutsov actuel gardien de but du Slavia Sofia et de l'Équipe de Bulgarie de football.